# Freddy Bournane
Freddy Bournane est un acteur français, il est un des acteurs fétiches de Jean Pierre  Mocky .

## Filmographie partiellea

### Cinéma
- Moc2003 : Les Clefs de bagnole de Laurent Baffie
- 2003 : Le Furet de Jean-Pierre Mocky
- 2004 : Touristes, oh yes ! de Jean-Pierre Mocky
- 2004 : Le Nécrophile de Philippe Barassat
- 2007 : Le Bénévole de Jean-Pierre Mocky
- 2007 : Le Deal de Jean-Pierre Mocky
- 2011 : Crédit pour tous de Jean-Pierre Mocky
- 2011 : Les Insomniaques de Jean-Pierre Mocky
- 2012 : Le Mentor de Jean-Pierre Mocky
- 2012 : Les Kaïra de Franck Gastambide
- 2013 : À votre bon cœur, mesdames de Jean-Pierre Mocky
- 2014 : Calomnies de Jean-Pierre Mocky
- 2017 : La Rupture de Philippe Barassat
- 2018 : Alad'2 de Lionel Steketee
- 2018 : Tous les dieux du ciel de Quarxx

### Télévision
- 2010 : Colère de Jean-Pierre Mocky
- 2014 : Le Passager de Jérôme Cornuau
- 2015 : Peplum de Philippe Lefebvre
- guest dans:
- Myster Mocky présente
- Les Cordier, juge et flic
- Fais pas ci, fais pas ça
- Scènes de ménages
- Engrenages
- Les Bougon